# Albert Cañellas
Albert Cañellas Garaventa (Barcelona, 11 de enero de 1991) es un entrenador español de baloncesto que actualmente dirige al CB Prat de la Liga LEB Plata.

## Trayectoria
Cañellas comenzó su carrera en los banquillos como técnico en las categorías inferiores del Club Bàsquet L'Hospitalet y en la temporada 2013-14 sería entrenador ayudante en el primer equipo de Liga EBA.
En las siguientes temporadas continuaría en el Club Bàsquet L'Hospitalet y en la temporada 2016-17 dirigiría a su equipo junior.
En la temporada 2020-21, se hace cargo del equipo del cadete "B" del Joventut de Badalona y sería entrenador asistente de Daniel Miret en el CB Prat de la Liga LEB Plata.
En la temporada 2021-22, ejercería como asistente de Carles Durán en el Joventut de Badalona de la Liga Endesa y sería entrenador asistente de Josep Maria Berrocal en el CB Prat de la Liga LEB Oro.
El 29 de julio de 2022, firma como entrenador del CB Prat de la Liga LEB Plata.

## Clubs
- 2013-2020. Club Bàsquet L'Hospitalet. Categorías inferiores.
- 2020-2022. CB Prat. Liga LEB Plata/Liga LEB Oro. Asistente.
- 2021-2022. Joventut de Badalona. Liga ACB. Asistente.
- 2022-actualidad. CB Prat. Liga LEB Plata. Primer entrenador.